# Лагучев Султан Шамельович
Султан Шамельович Лагучев (нар. 25 лютого 1995, аул. Кубіна Абазинського району, Карачаєво-Черкесія) — російський співак і композитор у жанрі шансон. Виконавець хітів: «А горький вкус твоей любви», «Хулиган» та інших пісень.
У 2021 році кліп «Горький вкус» Султана став найпопулярнішим музичним відео в Росії в 2021 році за версією YouTube (125,7 млн переглядів), сама композиція займала перші місця у багатьох музичних номінаціях та чартах. У тому числі на iTunes, Apple Music, у чартах ВК та на Муз-ТВ.

## Біографія
Народився 25 лютого 1995 року в аулі Кубіна Абазинського району, Карачаєво-Черкесія в абазинській сім'ї.
Музичної освіти немає. У 17 років зацікавився музичною грамотою та став практикувати гру на національній гармоніці .
Декілька років свого юного життя він присвятив грі у складі музичного ансамблю.
2012 року музикант виступив на фестивалі абазинської музики пам'яті Зулі Єрижової, де посів третє місце.
Популярність у Росії принесла народна пісня «Мы — абазины!». Пісня потрапила до рейтингу американської радіостанції KFAI.
З 2014 року його знають у Карачаєво-Черкесії як гармоніста і як виконавця.
Працював на весіллях.
Випускник Північно-Кавказької державної гуманітарно-технологічної академії у місті Черкеську за спеціальністю юрист.
У 24-річному віці підписав контракти з медіахолдингом «Звук-М» та брендом Kavkaz Music, який займається етнічною музикою.
До кінця 2019 року виконавець відзначився композицією «Ба'апl бара» («Ти десь є»), виконаною абазинською мовою . Далі був романтичний трек «Абиг'ь гІважьква» («Жовте листя»). Авторами слів та музики є Керім Мхце та Володимир Чикатуєв, відповідно.
Дебютний альбом Султана Лагучова «Что же делать мне» з'являється у 2019 році. У нього входило лише чотири композиції — 3 пісні абазинською мовою і одна російською .
Наприкінці січня 2021 року випустив кліп на композицію «Горький вкус», знятий на Олександрівській та Володимирській площах у Ставрополі. Над відеороликом працював оператор, кліпмейкер із Ставрополя Тимур Чехов .
Пісня спочатку увійшла до топ-30 Яндекс. Музики і в плейлист «Топ-100 Росія» від Apple Music, зайнявши в ньому 27-й рядок, перше місце чарту " ВКонтакте ", легко обійшовши такі круті новинки, як «Ратата» Konfuz'а та «Венера-Юпітер» " Вані Дмитрієнко.
Спільно з Ісламом Ітляшевим випустили у лютому 2021 року кліп на пісню «Хулиган». Зйомки проходили на Володимирській площі у Ставрополі.
Султан пробував себе і як хіп-хоп-виконавець. Так, на своїй сторінці в Інстаграмі співак опублікував відео під ніком «Mid LS» — під назвою «Смертельна отрута»
У 2021 році кліп Султана став найпопулярнішим музичним відео в Росії в 2021 році. за версією YouTube: Гіркий смак Прем'єра кліпу 2021 (125,7 млн переглядів)
Окрім музики займається єдиноборствами спільно з Ісламом Ітляшевим та Ельдаром Агачовим.
Активно гастролює.

## Родина
Мати — Лариса.
Сестра — Каміла.

## Творчість

### Альбоми
- «ЙачІвыйа са йысчпуш» — 2019;
- «Хlыбызшва» — 2020.

### Сингли
- «Алтын кибик» — 2020;
- «Турецкий султан» — 2020;
- «К тебе тянусь» — 2020;
- «Мы абазины» — 2020;
- «Горький вкус» — 2021;
- «Хулиган» — 2021;
- «Любовь хулигана» — 2021[13][14]